# Friedrich Maurer (Sprachwissenschaftler)
Friedrich Maurer (* 5. Januar 1898 in Lindenfels; † 7. November 1984 in Merzhausen) war ein deutscher germanistischer Mediävist und Linguist.

## Leben
Maurer begann sein Studium der klassischen Philologie und der vergleichenden Sprachwissenschaft 1916 an der zwei Jahre zuvor eröffneten Universität Frankfurt/Main. Im gleichen Jahr wurde er zum Militärdienst eingezogen und 1917 schwer verwundet; er verbrachte die Zeit danach in einem Heidelberger Militärlazarett. In diesem Jahr immatrikulierte er sich erneut, um als Verwundeter bei eingeschränktem Lehrbetrieb der Universität weiterstudieren zu können. Das Vollstudium der Germanistik setzte er nach dem Krieg ab 1918 zunächst in Heidelberg, ab 1919 in Gießen fort, wo er zusätzlich vergleichende indogermanische Sprachwissenschaft und klassische Philologie studierte. Er promovierte 1922 bei Otto Behaghel, der ihn nachhaltig in den Schwerpunkten seiner späteren Forschungen beeinflusste. Maurer war ab 1917 Mitglied im Heidelberger und ab 1919 im Gießener Wingolf. Später trat er auch dem Erlanger und Freiburger Wingolf bei. Er habilitierte sich 1925 in Gießen für das Fach „Deutsche Philologie“ und wurde 1929 zum außerordentlichen Professor ernannt. 1931 erhielt er einen Ruf als Ordinarius auf einen Lehrstuhl der Universität Erlangen.
Maurer, der Mitglied des nationalistischen und demokratiefeindlichen Stahlhelmbundes war, wurde nach der „Machtergreifung“ der Nationalsozialisten in die SA eingegliedert, aus der er aber 1935 austrat. Am 7. November 1937 beantragte er die Aufnahme in die NSDAP und wurde rückwirkend zum 1. Mai desselben Jahres aufgenommen (Mitgliedsnummer 5.060.645). Ebenfalls 1937 trat er dem NS-Lehrerbund, dem NS-Dozentenbund und dem NS-Altherrenbund der deutschen Studenten bei. Im selben Jahr wurde er Ordinarius an der Albert-Ludwigs-Universität Freiburg, wo er das Institut für Germanische Philologie bis zu seiner Emeritierung 1966 leitete. 1937 und 1938 war er Dekan der Philosophischen Fakultät und von 1940 bis zur Einstellung des Lehrbetriebes 1944 Prorektor der Universität Freiburg. Seit 1938/39 arbeitete Maurer beim SS-Ahnenerbe mit und errichtete eine badische Sammelstelle für Volkserzählungen, Sagen und Märchen. 1941 wurde Maurer innerhalb der Philosophischen Fakultät der Freiburger Universität Vertrauensmann des NS-Dozentenbundes.
Beim Wiederaufbau der zum Teil zerstörten Universität ab 1945 wurden ihm trotz dieser Verstrickungen in den Nationalsozialismus seitens der Militärregierung wesentliche Aufgaben übertragen. Er initiierte unter anderem die Gründung des Instituts für geschichtliche Landeskunde in Freiburg und des Instituts für Fränkische Sprachforschung in Erlangen.
Friedrich Maurer war von 1958 bis 1959 Vorsitzender des Deutschen Germanistenverbandes und 1964 einer der Gründer des Instituts für Deutsche Sprache in Mannheim. Seit 1962 war er ordentliches Mitglied der Heidelberger Akademie der Wissenschaften.

## Werk
Wie sein Doktorvater Otto Behaghel in Gießen wandte sich Maurer besonders der Sprachforschung von Dialekten (Dialektologie und Dialektgeographie) sowie der vergleichenden deutschen Sprachwissenschaft zu. Er legte etliche Arbeiten über mittelalterliche Literatur und Dichtung und zahlreiche Editionen vor, die besonders durch die Verbindung von Literaturwissenschaft, Kulturgeschichte, prähistorische Archäologie und Soziologie hervortraten. 1943 veröffentlichte er in Zusammenarbeit mit Friedrich Stroh die erste Auflage des dreibändigen Werkes „Deutsche Wortgeschichte“.

Einteilung der germanischen Sprachfamilien nach Maurer

Moderne Einteilung germanischer archäologischer Funde, 50 n. Chr.

Als sein bedeutendstes Werk gilt eine sprachwissenschaftliche Arbeit („Nordgermanen und Alemannen“, 1942), mit der er den ideologisch geprägten nationalistischen Theorien der Zeit zur germanischen Sprachentwicklung, die eine weitgehende sprachliche Einheit der Germanen in antiker Zeit behaupteten, eine eigene, nüchterne, allerdings heute noch umstrittene Theorie entgegenstellte. Besonders den Begriff des „Westgermanisch“, der als Vorstufe des Deutschen gesehen wurde, wollte Maurer damit dekonstruieren. Im Gegensatz zur klassischen Dreiteilung in Nord-, Ost- und Westgermanen, postuliert er, dass es schon in der römischen Kaiserzeit fünf verschiedene Kultur- und Sprachräume der Germanen gab, die er Nordgermanen (in Skandinavien), Nordseegermanen (Sachsen, Friesen etc.), Rhein-Weser-Germanen (Cherusker, Chatten, spätere Franken), Elbgermanen (Sueben, Markomannen, Langobarden, spätere Alamannen) und Oder-Weichsel-Germanen (Vandalen, Burgunder, Goten) nennt. Dabei stützte er sich vor allem auf Tacitus und Plinius den Älteren. Vor allem bei letzterem fand er einen Satz in dessen Naturalis historia, wo dieser explizit von germanorum genera quinque, also fünf Arten von Germanen, berichtet (Naturalis historia 4,99).
In der dritten Auflage des Werkes vom Jahr 1952 stützt er diese Annahme auch auf archäologische Funde. Dabei greift er vor allem auf Rafael von Uslar und dessen im selben Jahr publizierten Artikel „Archäologische Fundgruppen und germanische Stammesgebiete vornehmlich aus der Zeit um Christi Geburt“ zurück. Er setzt die von diesem identifizierten fünf archäologischen Fundgruppen mit fünf unterschiedlichen germanischen Sprach- bzw. Dialektgruppen gleich. Die Zulässigkeit dieser Gleichsetzung von archäologischen Fundgruppen mit Sprachgruppen löste eine heftige Diskussion aus, die bis heute nicht abgeschlossen ist. Da bis ins 7. und 8. Jahrhundert Textbelege der germanischen Sprachen (mit Ausnahme der gotischen Bibel aus dem späten 4. Jahrhundert) dürftig sind, konnte seine These bis heute weder erhärtet noch verworfen werden. Maurer anerkennt die linguistische Nähe zwischen fränkischen (also nach seiner Einteilung Rhein-Weser-Germanen) und alemannischen und bairischen (Elbgermanen) Texten des Frühmittelalters, begründet diese aber mit einem sekundären Vereinheitlichungsprozess, den er in die merowingische Zeit des 4. bis 6. Jahrhunderts datiert. Kulturelle, religiöse und auch sprachliche Gemeinsamkeiten, die er zwischen Skandinavien und den Alamannen sah, begründete er damit, dass die elbgermanischen Alamannen in der Zeit um Christi Geburt an der Ostsee noch direkte Nachbarn der Nordgermanen gewesen wären und Gemeinsamkeiten auf ihrem späteren Zug nach Südwesten bewahrt hätten.
Im Bereich der Dialektologie steuerte Maurer mit dem von ihm herausgegebenen und zu großen Teilen verfassten Buch „Oberrheiner, Schwaben, Südalemannen“ (1942) ganz maßgeblich zur Erklärung der rezenten mundartlichen Sprachlandschaft im „deutschen Südwesten“ bei. Er formulierte die schwäbisch-alemannischen „Hauptschranken“ und „Hauptbewegungen“ und arbeitete die „altalemannischen und schwäbischen Raumbildungen“, die „Staffeln, Räume und Bewegungen im Oberrheingebiet“ und den „südalemannischen Raum, seine Einheit und seine Teile“ heraus. Maurer verstand den Band ausdrücklich als Fortsetzung seines Buches über die „Nordgermanen und Alemannen“.
Später erarbeitete Maurer zusammen mit seinen Schülern Konrad Kunze, Wolfgang Kleiber und Heinrich Löffler den ersten historischen Sprachatlas der deutschen Sprache. Maurer war Begründer des „Südhessischen Wörterbuches“ sowie Autor und Herausgeber der „Religiösen Dichtungen des 11. und 12. Jahrhunderts“.

## Auszeichnungen
- Brüder-Grimm-Preis der Philipps-Universität Marburg (1963)
- Dr. Litt. h. c. der Universität Glasgow (1966)
- Jacob-Burckhardt-Preis der Johann Wolfgang von Goethe-Stiftung Basel (1976)